# NGC 1565
NGC 1565 (również PGC 15015) – galaktyka spiralna (Sc), znajdująca się w gwiazdozbiorze Erydanu. Odkrył ją 12 listopada 1885 roku Francis Leavenworth.